# Hansatsu

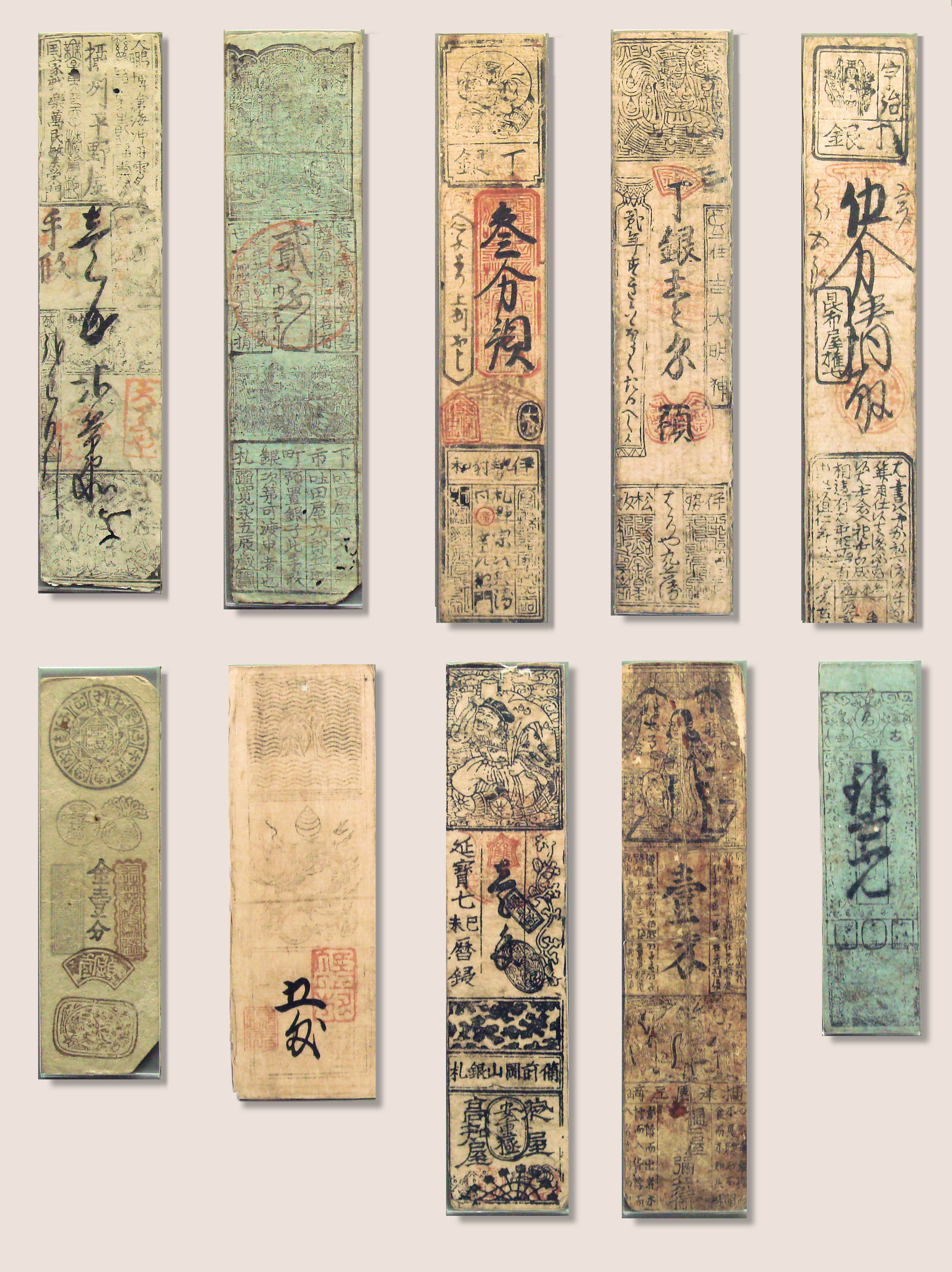
Billet du Japon féodal, époque d'Edo, XVIIe siècle.

Les hansatsu (藩札) sont des certificats émis peu avant le début de l'époque d'Edo (fin du XVIe) par les domaines féodaux du Japon, dont l'usage est limité à l'intérieur des domaines. Utilisés à l'origine seulement comme représentations de quantités de riz (subdivisions du koku) possédés par le porteur du certificat et conservés dans les entrepôts des marchands d'Osaka ou d'Edo, ces certificats en viennent rapidement à être utilisés comme monnaie.
Cette monnaie-papier vient en complément de la monnaie émise par le shogunat Tokugawa. La plupart des certificats arborent une valeur nominale en argent exprimée en mon, mais des billets de valeur en or et cuivre circulent également. En outre, certains certificats sont marqués pour être échangés en nature pour des produits tels que le riz. En plus de celles émises par les domaines, des formes de monnaie de papier sont également émises par les courtiers en riz d'Osaka et d'Edo.
Ce système est abandonné en 1871.

## Histoire

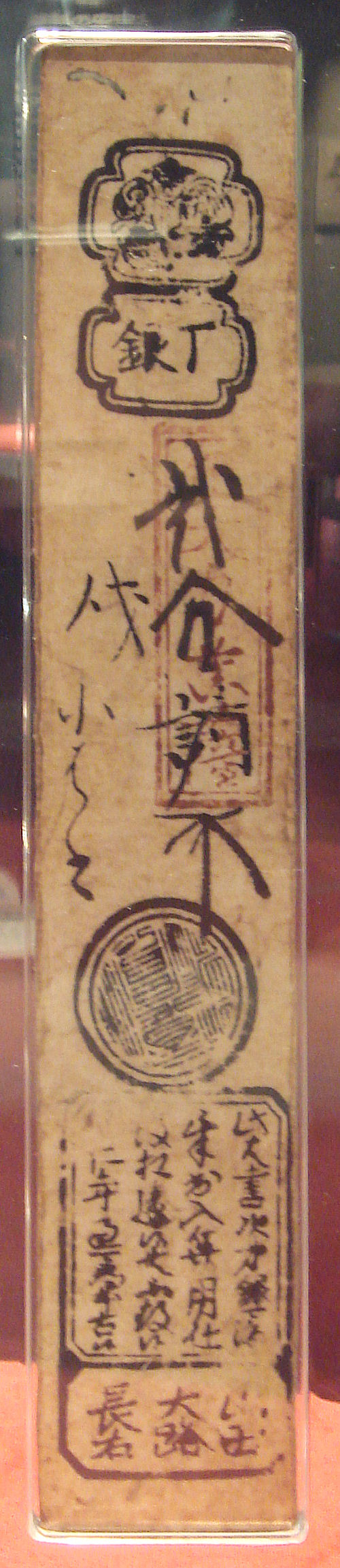
Yamada Hagaki, premier billet du Japon, vers 1600.

Les premiers billets de banque du Japon, appelés Hagaki Yamada (山田 羽 书), sont émis entre la fin du XVIe et le début du XVIIe siècle par des prêtres shinto travaillant aussi comme commerçants à Ise-Yamada (moderne préfecture de Mie) en échange d'argent, Cette émission de billets est antérieure aux premiers billets d'orfèvre émis en Angleterre vers 1640.
Une première émission de certificats de domaine a lieu dans le domaine de Fukui en 1661. Dès 1610, des billets privés sont imprimés à des fins telles que le paiement des travailleurs sur les chantiers de construction. Les domaines émettent des hansatsu pour compléter les pièces en périodes de pénurie et en ajuster la quantité en circulation. Ils échangent également des certificats pour des pièces de monnaie afin d'améliorer leur situation financière. À la fin de la période, huit domaines sur dix émettent du papier, comme le font aussi quelques daikan-sho et hatamoto.
Accepter des certificats emporte toujours le risque de confiscation. Durant l'époque d'Edo, le shogunat saisit certains domaines et en transfère d'autres. Dans ces occasions, le nouveau daimyo peut ne pas honorer les anciens hansatsu. À la suite de la condamnation et de la mort du daimyo Asano Naganori, par exemple, Ōishi Yoshio, un  chef de maison dans le domaine d'Akō (et plus tard chef des 47 rōnin), ordonne le rachat de certificats à moins 60 % de leur valeur nominale. En outre, en période de difficultés financières, le domaine peut simplement se déclarer à court de hansatsu. Au début de la période, les domaines impriment leurs propres hansatsu, mais plus tard, ils délèguent cette activité à des marchands de premier plan, dont la crédibilité est importante pour l'acceptation de la monnaie.
Le shogunat interdit l'utilisation des hansatsu en 1707. En 1730, cependant, Tokugawa Yoshimune autorise les domaines à émettre du papier avec des délais de remboursement. Les grands domaines (200 000 koku et au-dessus) peuvent émettre de la monnaie valable vingt-cinq ans, et les petits domaines pendant quinze ans. Son fils Ieshige interdit toute nouvelle émission de certificats, et restreint la circulation des hansatsu autres que ceux échangeables pour de l'argent, en 1759. Malgré les interdictions, les domaines en proie à de graves difficultés financières émettent parfois du papier-monnaie.
Chaque domaine formule ses propres règles quant à ses hansatsu. Tandis que certains interdisent la monnaie du shogunat, de nombreux autres permettent aux pièces de monnaie et aux certificats de circuler. En règle générale, les hansatsu ne circulent que dans le domaine qui les émet, mais il y a des exceptions. Par exemple, le papier monnaie émis par le domaine de Kishū en 1866 est aussi utilisé dans les provinces de Yamato, Izumi, Kawachi, Settsu et Harima.
En 1871, le gouvernement de Meiji ordonne l'abolition du système han et l'échange de tous les hansatsu contre la monnaie nationale. Les échanges se poursuivent jusqu'en 1879. Dans l'intervalle, certains certificats portent des marques effectuées par le gouvernement central indiquant leur valeur en yens et en petits sens et rin.